# Tales from Beyond
Tales from Beyond è l'ottavo album in studio del gruppo musicale power metal tedesco Mob Rules, pubblicato nel 2016.

## Il disco
Il disco è stato registrato ancora una volta nei Bazement Studio (Hunstetten) da Markus Teske, che si è occupato di mix e mastering.
Questo disco sancisce il rientro dei Mob Rules sotto l'etichetta SPV Records.

## Tracce
1. Dykemaster's Tale - 8:50
2. Somerled - 5:56
3. Signs - 5:21
4. On the Edge - 6:00
5. My Kingdom Come - 5:11
6. The Healer - 4:29
7. Dust of Vengeance - 4:54
8. A Tale from Beyond (Part 1: Through the Eye of the Storm) - 5:48
9. A Tale from Beyond (Part 2: A Mirror Inside) - 4:55
10. A Tale from Beyond (Part 3: Science Save Me!) - 5:08
11. Outer Space (Bonus Track) - 3:29

## Formazione
Membri del gruppo
- Klaus Dirks - voce
- Matthias Mineur - chitarra
- Sven Lüdke - chitarra
- Markus Brinkmann - basso
- Jan Christian Halfbrodt - tastiera
- Nikolas Fritz - batteria

Special Guest
- Astrid Vosberg, Chity Somapala, Christine Wolff, Herbie Langhans (Avantasia), Markus Teske - cori
- Corvin Bahn - tastiere sulla traccia 5